# Santiago Hernández Ruiz
Santiago Hernández Ruiz (Atea (Saragossa), 1 de maig de 1901 - Vall-de-roures (Terol), 1988) fou un pedagog aragonès.
Va passar la seva infància i adolescència en diversos llocs d'Aragó: Atea, Cubel, Sena de Sijena, Villamayor, Casetes i Saragossa. Va completar la seva educació primària amb el seu germà Joaquín, també mestre, que es va convertir en el seu tutor. Va decidir cursar els estudis de magisteri i per a això va haver de treballar en la llibreria Gómez Pastor de Saragossa. Aquest treball va influir considerablement en el despertar intel·lectual del jove Santiago Hernández. Possiblement aquesta va ser una època d'abundants lectures que van contribuir a la seva formació, al mateix temps que establia una sèrie d'interessants relacions amb personalitats del món social i cultural de la capital aragonesa.
Fou professor a escoles de diverses poblacions, especialment de Madrid. El 1938 fou nomenat secretari general d'Instrucció Pública del govern republicà. El 1939, després d'una breu estada a Barcelona, s'exilià a Mèxic, on fou professor del Colegio Madrid i catedràtic a la Escuela Nacional de Maestros i a la Universidad Nacional Autónoma.
El seu treball teòric s'ha centrat en el valor suprem del mestre com a agent de l'educació i element d'organització i en el valor espiritual de l'educació. Ha dirigit, entre d'altres, les obres:
- Metodología general de la enseñanza (1949)
- Organización escolar (1954).